# トーニャ・ハーディング (曲)
「トーニャ・ハーディング」（"Tonya Harding"）は、アメリカ合衆国のシンガーソングライターであるスフィアン・スティーヴンスによる楽曲である。2017年12月8日にアズマティック・キティよりデジタル配信された。楽曲は伝記映画『アイ,トーニャ 史上最大のスキャンダル』の公開日に併せて配信された。スティーヴンスは楽曲を映画のプロデューサーたちに送ったが、彼らが「使いどころを見つけることができなかった」と主張している。

## チャート
| チャート (2018)              | 最高 順位 |
| ---------------------------- | --------- |
| ベルギー (Ultratip Flanders) | 46        |